# Agnieszka Maliszewska
Agnieszka Maliszewska (ur. 20 sierpnia 1970) – polska aktorka filmowa, telewizyjna i dubbingowa.

## Filmografia
- 2017: Szpital dziecięcy jako Daria, matka potrąconych dzieci (odc. 22)
- 2007: Plebania jako Ada Bryda, matka Jarka
- 2004–2007: Kryminalni jako kierowniczka sklepu (odc. 1); wychowawczyni (odc. 85)
- 2000: M jak miłość jako świadek wypadku
- 1999: Na dobre i na złe jako ciężarna pacjentka
- 1997: Klan jako kosmetyczka

## Polski dubbing
- 2008: Pokémon – Wymiar Walki – Maylene
- 2007: ABC literkowe chochliki – Narrator
- 2003–2010: Rączusie – Uma
- 2003: Podwójne życie Jagody Lee – Jagoda Lee
- 2001: Liga Sprawiedliwych
- 2000: Titan – Nowa Ziemia – Akima
- 2000: Ratunku, jestem rybką! – śpiew piosenek
- 1999–2001: Batman przyszłości
- 1999: Antek Mrówka – Alexa
- 1995–1996: Maska – Peggy
- 1991–1997: Rupert – Ottolina

## Nagrody
- 1998: Nagroda za najlepsze wykonanie premierowej piosenki na XIX Przeglądzie Piosenki Aktorskiej we Wrocławiu